# Salmos 152-155

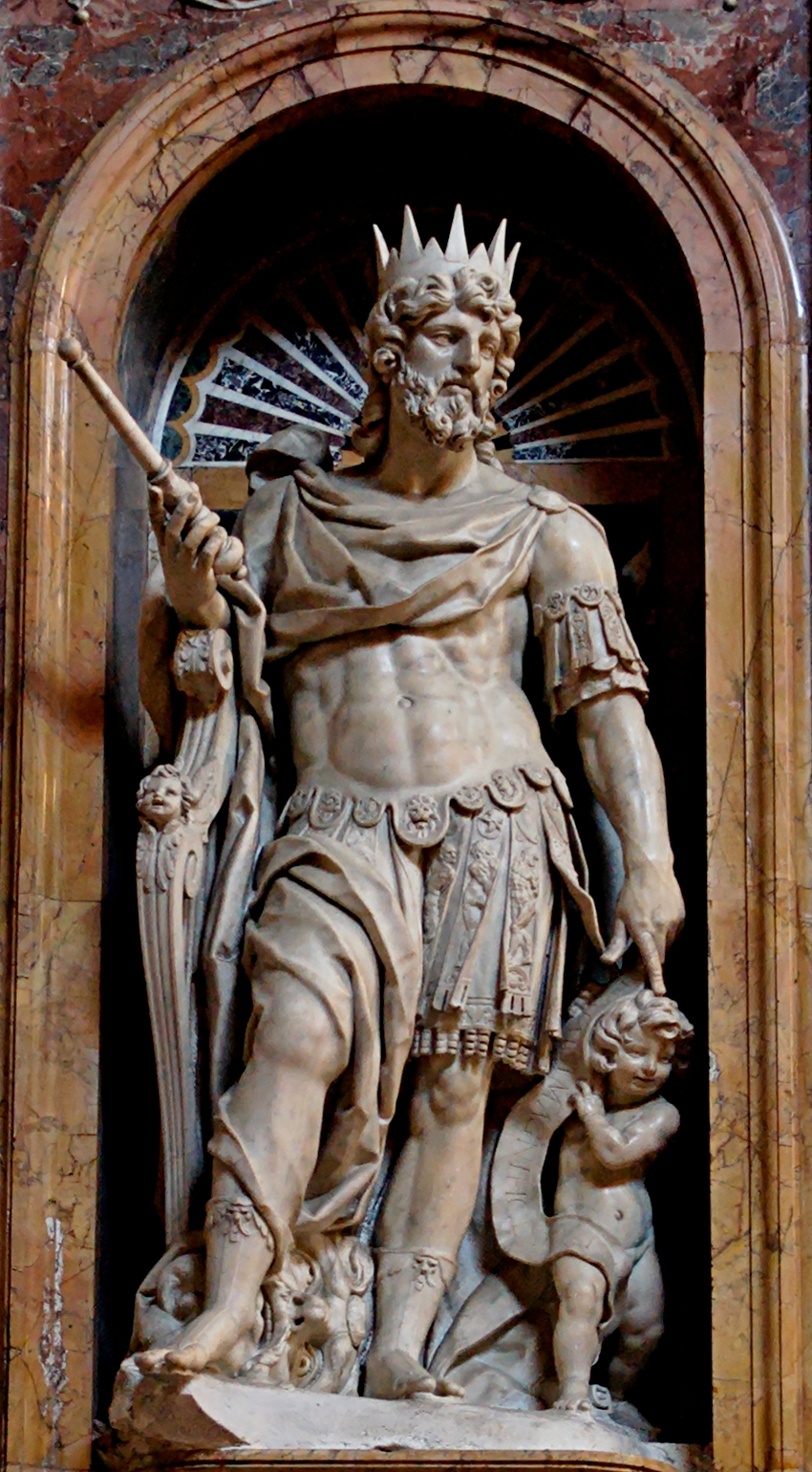
Estatua del Rey David, en la capilla Borghese de la basílica de Santa Maria Maggiore en Roma

Los Salmos 152, 153, 154 y 155, son salmos adicionales que se encuentran en la Peshitta Siríaca y dos de ellos se encuentran en los Rollos del Mar Muerto. Junto con el Salmo 151, se les suele llamar "Los Cinco Salmos Apócrifos de David".

## Salmo 152
Compuesto por el Rey David, al estar luchando con un león y un lobo, mientras seguía una oveja. Este texto solo sobrevivió en Siríaco y se piensa que su idioma original pudo haber sido el hebreo. Su tonalidad no es rabínica y probablemente fue compuesto durante el periodo helenístico en Israel.Es un texto no reconocido como inspirado.

## Salmo 153
Compuesto por David al regresar, da gracias a Dios por haberle librado del león y el lobo y haber matado a ambos. Este texto solo sobrevivió en Siríaco y su fecha y procedencia son las mismas que el Salmo 152.

## Salmo 154
Este salmo sobrevivió en la Peshitta Siríaca y en los Manuscritos del Mar Muerto, en una versión en hebreo, probablemente escrita en el siglo I d. C. El tema principal, es la petición de unirse para hacer el bien y glorificar al Altísimo. También incluye una guía para las comidas, muy característica de los esenios: "Y en su alimentación, se cumple en verdad y en su forma de beber, cuando comparten juntos".

## Salmo 155
El salmo existe en Siríaco y en un manuscrito hebreo del siglo I de nuestra era, perteneciente a los Manuscritos del Mar Muerto. El tema de este salmo es similar al del Salmo 22 y debido a su falta de particularidades es imposible sugerir una fecha y lugar de composición.